# Victoire Rasoamanarivo
Victoire Rasoamanarivo (1848, Antananarivo – 21. srpna 1894, tamtéž) byla madagaskarská římská katolička, která zasvětila svůj život službě chudým a nemocným. Katolická církev ji uctívá jako blahoslavenou.

## Život
Narodila se v roce 1848 v Antananarivu. Jejím otcem byl Rainiandriantsilavo, matka se jmenovala Rambahinoro. Vychována byla svým strýcem, který pracoval jako důstojník. Ve třinácti letech začala navštěvovat katolickou školu, což ji přivedlo k víře. Konvertovala na římský katolicismus a 1. listopadu 1863 byla pokřtěna, kdy přijala nové křestní jméno Victoire. Její rodiče se vůči její konverzi stavěli odmítavě a přeřadili ji do protestantské školy. Také jí vyhrožovali, že se jí zřeknou, pokud bude pevná ve své víře, avšak neuspěli. 17. ledna 1864 přijala své první svaté přijímání. Svátost biřmování přijala 23. září 1864.
Přestože cítila touhu po zasvěceném životě jí rodiče dohodli sňatek s Ratsimatahodriakou, což byl její bratranec. Oba se vzali 13. května 1864, kdy svatbu vedl kněz jménem Finaz. Ratsimatahodriaka se však ukázal být násilný a sukničkářský opilec. Její přátelé na ni neustále naléhali, aby se s ním rozvedla, ale ona to odmítla a prohlásila, že manželství je svátost, která nemůže být nikdy zrušena. Každý den se neustále modlila za obrácení svého manžela. Svoji víru praktikovala i poté, co byla církevní činnost roku 1883 postavena mimo zákon. Angažovala se ve vedení katolického hnutí až do doby, kdy bylo náboženství roku 1885 znovu povoleno. O svého manžela se příkladně starala poté, co těžce onemocněl. Na smrtelné posteli nakonec souhlasil s konverzí a 14. března 1888 jej, než zemřel, pokřtila.
Po smrti svého manžela strávila zbytek života péčí o potřebné, zvláště pak chudé a nemocné. Navštěvovala také vězně. Zbývající volný čas také věnovala modlitbě. Zemřela 21. srpna 1894 v Antananarivu, kde je také pohřbena v kapli katedrály Neposkvrněného početí.

## Úcta
Její beatifikační proces započal dne 19. února 1956, čímž obdržela titul služebnice Boží. Dne 14. května 1983 ji papež sv. Jan Pavel II. podepsáním dekretu o jejích hrdinských ctnostech prohlásil za ctihodnou. Dne 9. května 1985 byl uznán zázrak na její přímluvu, potřebný pro její blahořečení.
Blahořečena pak byla dne 30. dubna 1989 v Antananarivu papežem sv. Janem Pavlem II. během jeho apoštolské návštěvy Madagaskaru.
Její památka je připomínána 21. srpna.